# 新潟県道33号新潟停車場線
新潟県道33号新潟停車場線（にいがたけんどう33ごう にいがたていしゃじょうせん）は、新潟県新潟市中央区を通る県道（主要地方道）である。
この項では、新潟駅万代口から萬代橋東詰に至る道路の通称である東大通（ひがしおおどおり）および萬代橋通り（ばんだいばしどおり）についても記す。

## 概要
国道7号と共に、JR新潟駅万代口から萬代橋方面に至る「東大通」を構成する。

### 路線データ
- 路線延長：0.150 km[要出典]
- 起点：新潟市中央区東大通一丁目（新潟駅前交差点）
- 終点：新潟市中央区東大通一丁目（東大通交差点、国道7号交点）

## 歴史
- 1992年（平成4年）同路線に配されたガス灯群が「郷愁とぬくもりのともしび」として、平成4年度手づくり郷土賞（ふるさとの色と光）受賞[1]。
- 1993年（平成5年）5月11日 - 建設省から、県道新潟停車場線が新潟停車場線として主要地方道に指定される[2]。

## 路線状況

### 通称
東大通
- 中央区東大通一丁目の新潟駅前交差点から、同区万代三丁目の東港線十字路に至る道路の通称。県道33号の全区間と国道7号の一部区間で構成される。
- 「新潟市の玄関口」とも云うべき道路。新潟駅万代口から駅周辺のオフィス街、万代シテイを経由して萬代橋東詰に至る。萬代橋で信濃川を渡った先は柾谷小路となる。このうち、流作場五差路から東港線十字路の間は萬代橋通りの別名を持つ。
- 路線としては明石通と交差する東大通交差点以南が県道33号、以北は国道7号。新潟駅前交差点 - 流作場五差路間は片側4車線（中央分離帯あり）、流作場五差路 - 東港線十字路間は片側3車線（中央分離帯なし）となっている。

### 道路施設
東港線十字路付近には地下横断歩道「万代クロッシング」が整備されている。

### ギャラリー

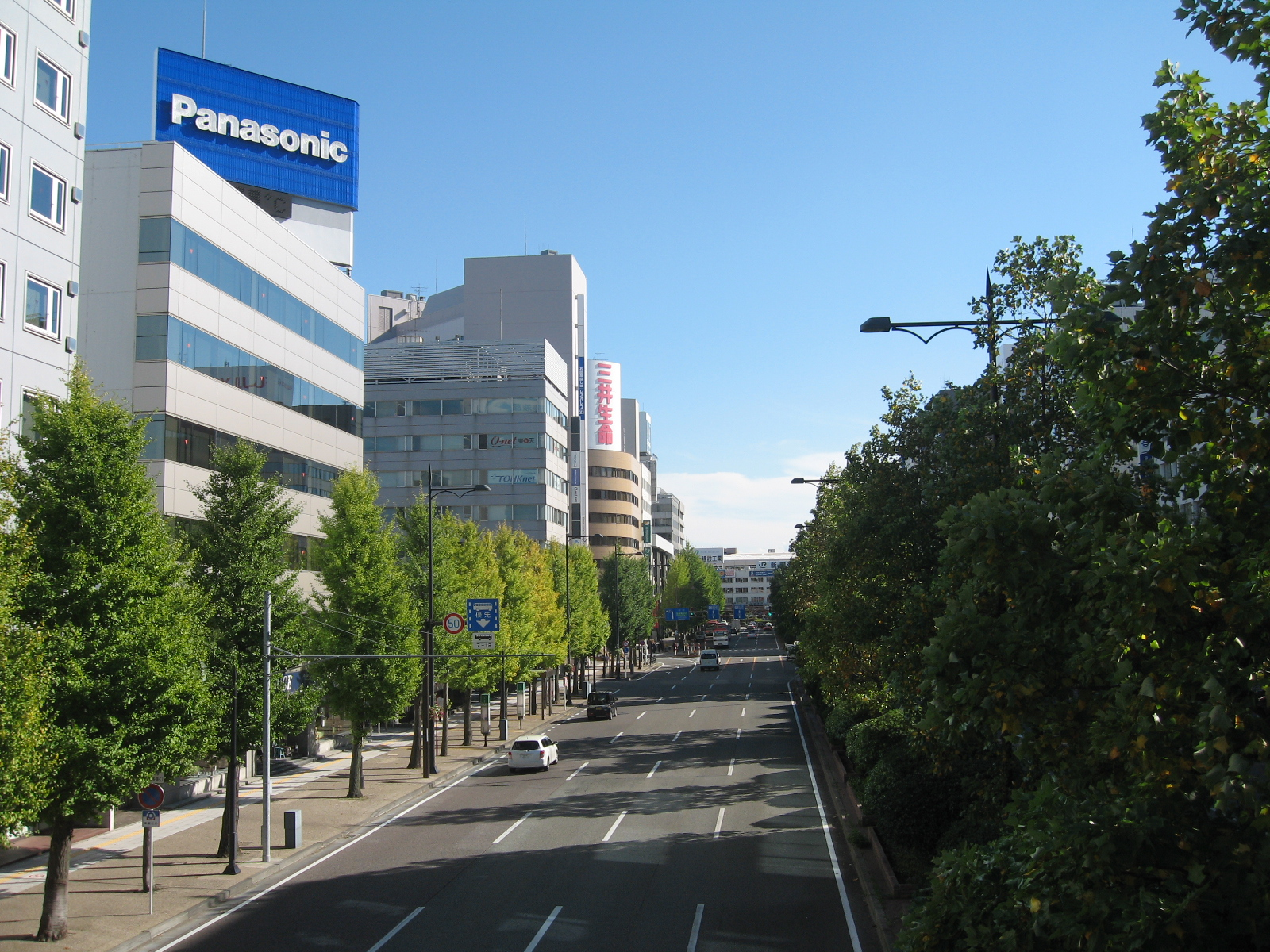
JR新潟駅万代口から伸びる東大通（2013年10月）。新潟駅前 - 流作場五差路間は片側4車線
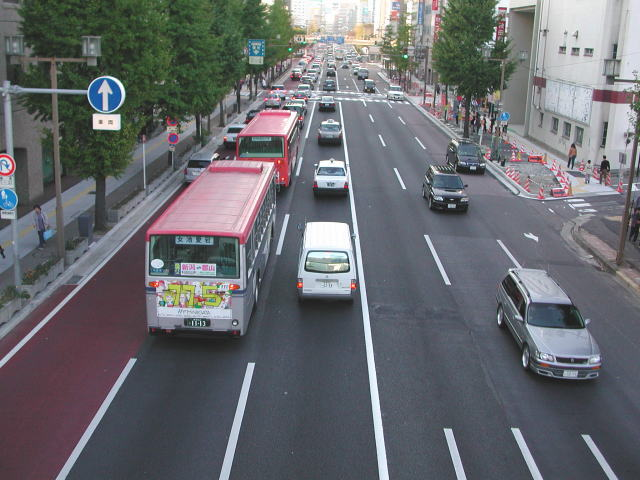
萬代橋通り（2004年10月）。流作場五差路 - 東港線十字路間は片側3車線
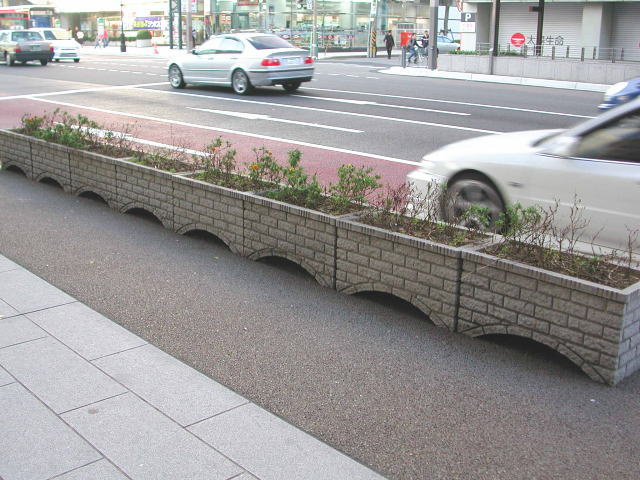
道路脇のプランターも、萬代橋をモチーフにデザインされたものが使用されている
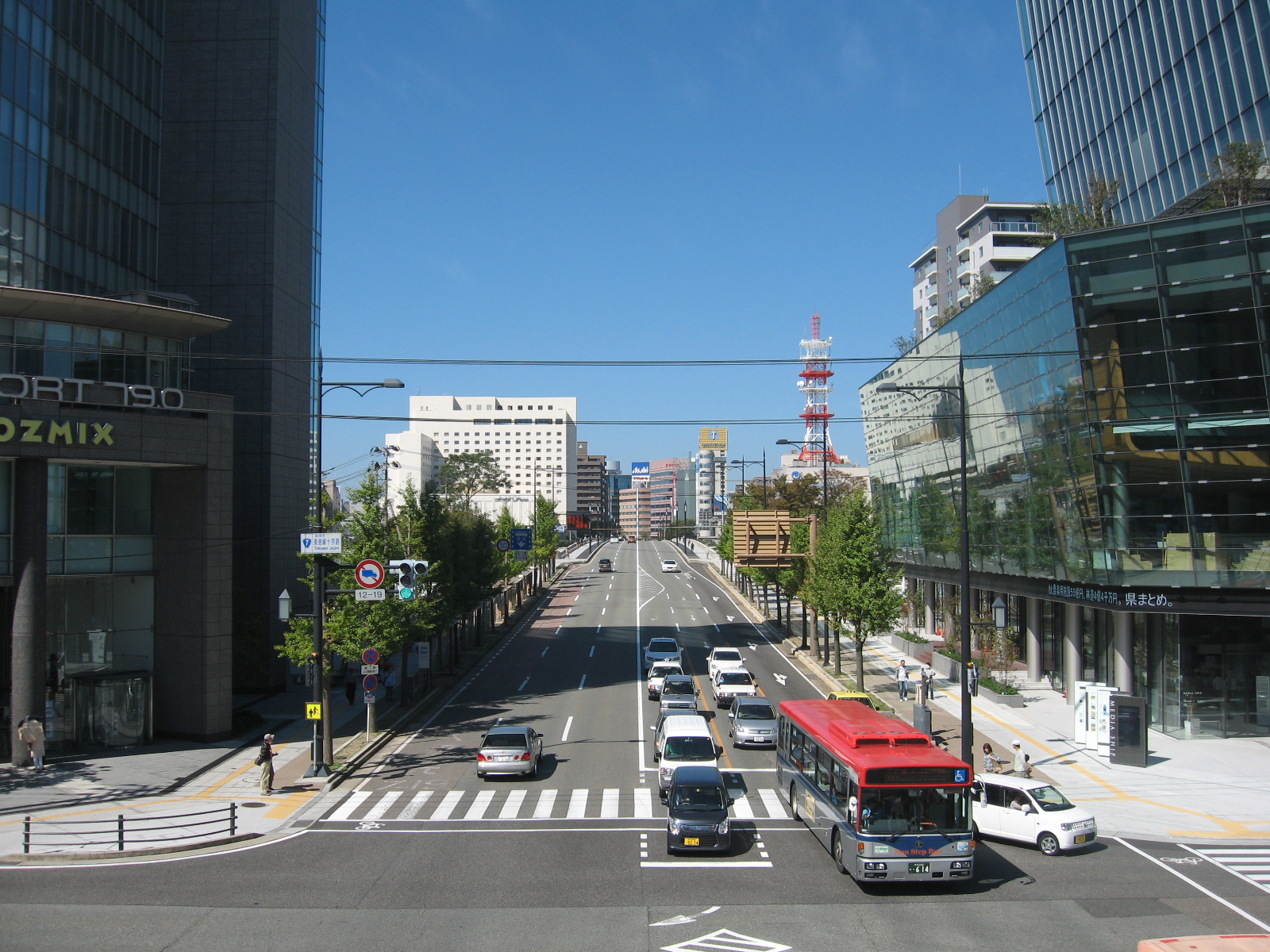
東港線十字路と萬代橋（2013年9月）

## 地理

### 通過する自治体
- 新潟市（中央区）

### 交差する道路
- 国道7号（国道8号・国道17号重複区間）明石通（東大通交差点、終点）